# Етно-домаћинство на Калуђерским Барама
Етно-домаћинство на Калуђерским Барама представља вредан пример народног градитељства са краја 19. и почетка 20. века.
Средином 80-их година 20. века, у циљу едукације и презентације традиционалног начина градње и живота на простору Таре, Завод за заштиту смоменика културе Краљево и ВУ Тара, извршили су премештање аутентичних традиционалних објеката из села Заовине на локалитет Калуђерске Баре. Од укупно девет, опремљених, објеката данас постоје четири објекта што је последица нерешених имовинских односа, немара власника, али и вандалског и несавесног понашања туриста.